# Tithraustes cletor
Tithraustes cletor är en fjärilsart som beskrevs av Druce 1893. Tithraustes cletor ingår i släktet Tithraustes och familjen tandspinnare. Inga underarter finns listade i Catalogue of Life.